# Мутон шароле
Мутон шароле е френска порода овце с предназначение добив на месо и вълна.

## Разпространение
Тази порода е създадена през 1800 г. във Франция в долината Шарол. Породообразуването е в резултат на кръстосване на местни овце майки с кочове от породата Лестър и целенасочена селекция на получените приплоди с цел да се получат животни с добра месодайност. Добрите приспособителни качества към различни климатични условия правят породата предпочитана месодайна овца в различни части на света. Мутон Шароле е разпространена в повече от 30 държави с разнообразен климат и надморска височина - в страни от Централна Европа, Израел, Китай, Чили, Тунис и друти.
В България е внесена за пръв път през 2003 г. с 200 броя настанени в животновъдните институти в Троян и Стара Загора.
Към 2008 г. броят на представителите на породата в България е бил 801 индивида.
Рисков статус (за България) – застрашена от изчезване.

## Описание
Животните са едри с дълго и широко тяло. Главата е средно голяма с права профилна линия и необрасла с вълна. Ушите са леко повдигнати. Гърдите и гърбът са широки. Бутовете са широки и добре замускулени. Краката да средно дълти и широко поставени.
Породата се отличава с добрата си скорозрялост. Агнетата се раждат почти голи, поради което е необходимо след раждане да се отглеждат в добре отоплени помещения.
Овцете са с тегло 80 – 110 kg, а кочовете 120 – 150 kg. Средната млечност за лактационен период е 200 l. Плодовитостта е в рамките на 190 – 200%.